# Pomnik Żołnierzy Wyklętych Niezłomnych w Mielcu

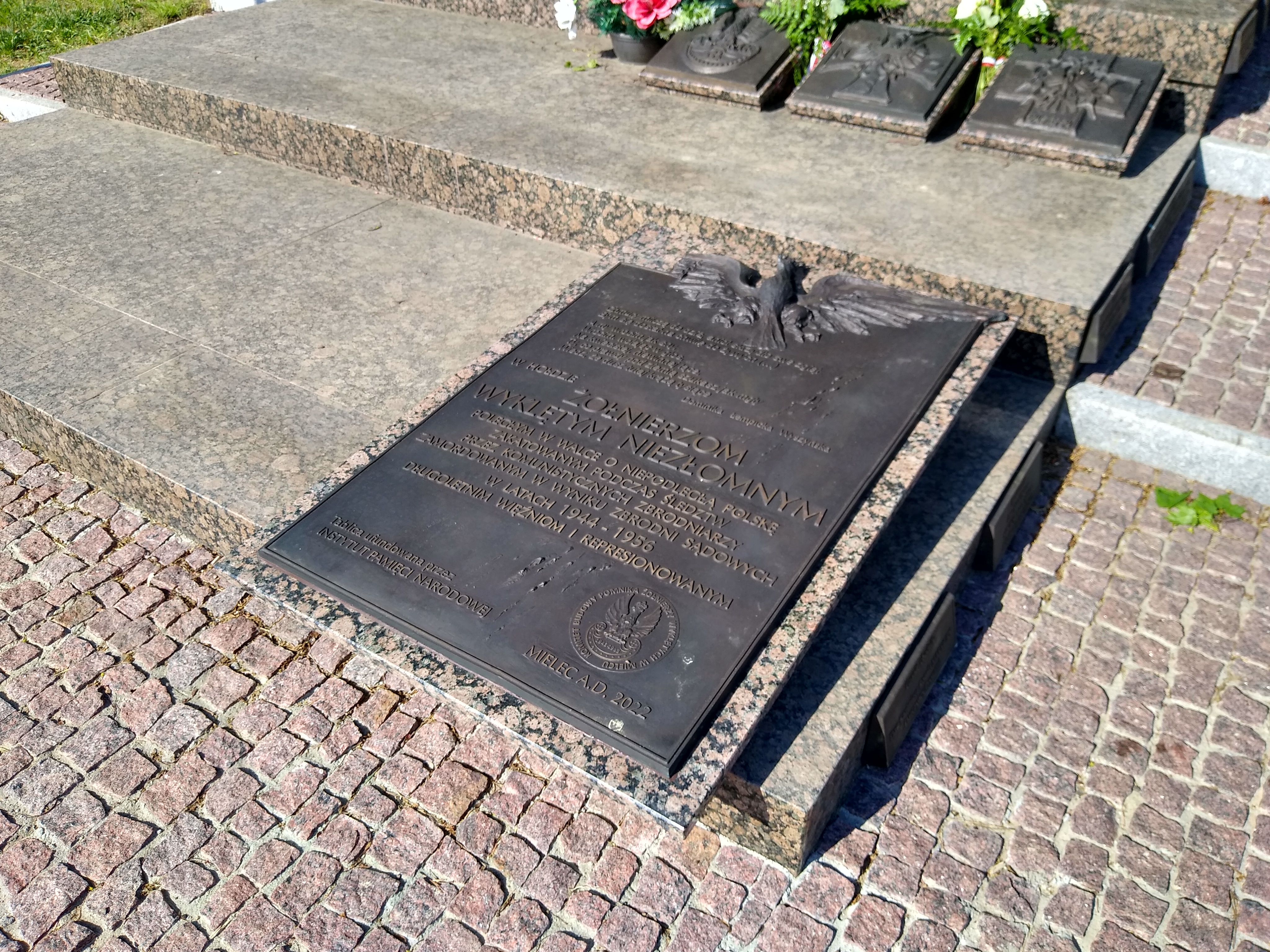
Tablica pamiątkowa ufundowana przez IPN, w tle reliefy

Pomnik Żołnierzy Wyklętych Niezłomnych w Mielcu – pomnik poświęcony polskim działaczom podziemia antykomunistycznego w Mielcu, w Parku Leśnym „Góra Cyranowska”. Jest największym monumentem upamiętniającym żołnierzy wyklętych w Polsce.

## Historia

### Geneza
Inicjatorem budowy pomnika był Romuald Rzeszutek, mielecki radny miejski i członek Stowarzyszenia Prawda i Pamięć. Projekt zlecono Józefowi Opali, który w 2016 roku przedstawił kilka wizualizacji obiektu. Pierwotnie miał zostać usytuowany z boku skarpy od strony al. Niepodległości, jednakże lokalizacja ta miała zagrażać stabilności monumentu. 16 maja 2018 roku decyzję o wzniesieniu pomnika w centralnej części Parku Leśnego „Góra Cyranowska” podjął Fryderyk Kapinos, wówczas pełniący funkcję prezydenta miasta.

### Budowa
W 2019 roku rozpoczęto budowę monumentu. 3 marca 2020 wmurowano kamień węgielny, będący łuską artyleryjską. 29 sierpnia 2020 roku rozpoczęto montaż tzw. drzewa życia, czyli 11,5-tonowej kolumny tworzącej centralną część pomnika, a 15 września tegoż roku na kolumnie zainstalowano figurę orła. 7 października 2020 roku na fundamencie budowli zamontowano reliefy z symbolami Armii Krajowej, Zrzeszenia Wolność i Niezawisłość oraz Narodowych Sił Zbrojnych.
3 września 2022 roku dokonano odsłonięcia pomnika. W uroczystości wzięli udział m.in. minister kultury i dziedzictwa narodowego Piotr Gliński, wicemarszałek Sejmu Ryszard Terlecki, szef Urzędu do Spraw Kombatantów i Osób Represjonowanych Jan Józef Kasprzyk, prezes Instytutu Pamięci Narodowej Karol Nawrocki i dyrektor Międzynarodowego Festiwalu Filmowego NNW Arkadiusz Gołębiewski.

## Architektura
Centralną częścią pomnika jest tzw. drzewo życia, granitowa kolumna, którą wieńczy wykonana z brązu figura orła o rozpiętości skrzydeł ok. 3,5 metra. Część prawego skrzydła jest oderwana i przestrzelona, co ma symbolizować utratę polskich elit. Na wysokości 2/3 cokołu umieszczono płaskorzeźbę z brązu przedstawiającą ryngraf z Matką Bożą. Dzieło wykonano według ryngrafu znalezionego przy zwłokach Franciszka Majewskiego ps. „Słony” z dodanym fragmentem antyfony Pod Twoją obronę. Pod figurą orła usytuowano posągi przedstawiające Hieronima Dekutowskiego, Wojciecha Lisa i Aleksandra Rusina – partyzantów związanych z ziemią mielecką. Po drugiej stronie pomnika powstał tzw. korowód cieni, w skład którego wchodzą figury Łukasza Cieplińskiego, Janiny Przysiężniak, Leona Wanatowicza, Witolda Pileckiego, ks. Władysława Gurgacza i Waleriana Tumanowicza. Przedstawiono również ariergardę, którą tworzą posągi Augusta Emila Fieldorfa, Anatola Radziwonika i Dragana Sotirovicia. Częścią pomnika jest instalacja z przerytych i pobrużdżonych brył żeliwa mające symbolizować nieznane miejsca pochówków i dołów hańby żołnierzy wyklętych. W skład monumentu wchodzą również reliefy z symbolami AK, WiN i NSZ umieszczone na jego fundamencie oraz tablica pamiątkowa ufundowana przez Instytut Pamięci Narodowej.